# تغییر مسیر (فیلم)
تغییر مسیر (به انگلیسی: Changing Lanes) فیلمی محصول سال ۲۰۰۲ به کارگردانی راجر میشل است. در این فیلم بازیگرانی همچون بن افلک، ساموئل ال. جکسون، تونی کولت، سیدنی پولاک، ویلیام هرت، آماندا پیت، مت مالوی، تینا اسلون، ایلین گتز، بروک آلتمن و دیلن بیکر ایفای نقش کرده‌اند.